# 高帝納猴
高帝納猴（Godinotia），又名郭氏猴，是一屬已滅絕及像狐猴的原猴，屬於兔猴科。牠們生存於4900萬年前的始新世，是已知最早的靈長目之一。高帝納猴不包括尾巴長約30厘米，較家貓更為細小。其學名是以靈長目學者馬克·高帝納（Marc Godinot）來命名。
其化石在德國梅塞爾坑化石遺址發現，並且擁有人科的特徵。高帝納猴的化石顯示牠們容易受鱷魚的襲擊。當牠們從樹上下來走到河邊喝水時，很易被鱷魚捕捉。
高帝納猴像所有早期的靈長目，都是生活在樹上的，原因是樹上有充足的食物，且只有小數大型掠食者。牠有雙目視覺、長肢及能抓住東西的手，可以幫助牠們抓住樹枝及在樹間跳躍。牠們的眼睛很大，故有可能是夜間活動的。因其牙齒的形狀，相信牠們是吃昆蟲及果實。
雄性及雌性高帝納猴差不多大小。與現今的物種比較，相信牠們是獨居的。高帝納猴的陰莖骨很大，可見牠們會交配一段長時間，可能是幾小時，這樣可以確保雌性懷孕。